# John Platt (astronomo)
| 3237 Victorplatt | 25 settembre 1984 |
| 3259 Brownlee    | 25 settembre 1984 |

John Platt (Elgin, ...) è un astronomo e programmatore statunitense.
Laureatosi appena diciottenne in informatica all'Università dello Stato della California di Long Beach, ottenne il dottorato al California Institute of Technology. Dopo gli studi ha lavorato come ricercatore in industrie del settore informatico quali Synaptics e Microsoft
Il Minor Planet Center gli accredita la scoperta di due asteroidi, effettuate entrambe nel 1984 mentre era allievo di Eugene Shoemaker al California Institute of Technology. Avrebbe voluto dedicarli ai propri genitori: dopo aver dedicato il primo al padre, non rispettò i tempi dettati dall'IAU per la denominazione del secondo. Shoemaker decise quindi di battezzare uno degli altri asteroidi da lui scoperto 3927 Feliciaplatt.
Nel 1998 ha inventato l'algoritmo di ottimizzazione minima sequenziale per accelerare la fase di apprendimento delle macchine a vettori di supporto.
Nel 2006 ha ricevuto l'Oscar alla tecnica in condivisione con Demetri Terzopoulos per i loro contributi alla simulazione digitale dei movimenti degli abiti nei film. Poiché il premio gli venne consegnato da Rachel McAdams, John Platt vanta sulla propria pagina web di avere un numero di Bacon pari a 3, che combinato con il suo numero di Erdős pure pari a 3, darebbe un Numero di Erdős-Bacon pari a 6: solamente 4 persone sono note per avere un numero di Erdős-Bacon più basso. 